# Otto Bengtson
Otto Bengtson (* 1924 in Thüringen; † 30. August 1988 in West-Berlin) war ein deutscher Kaffeemaschinenerfinder und Unternehmer.

## Leben

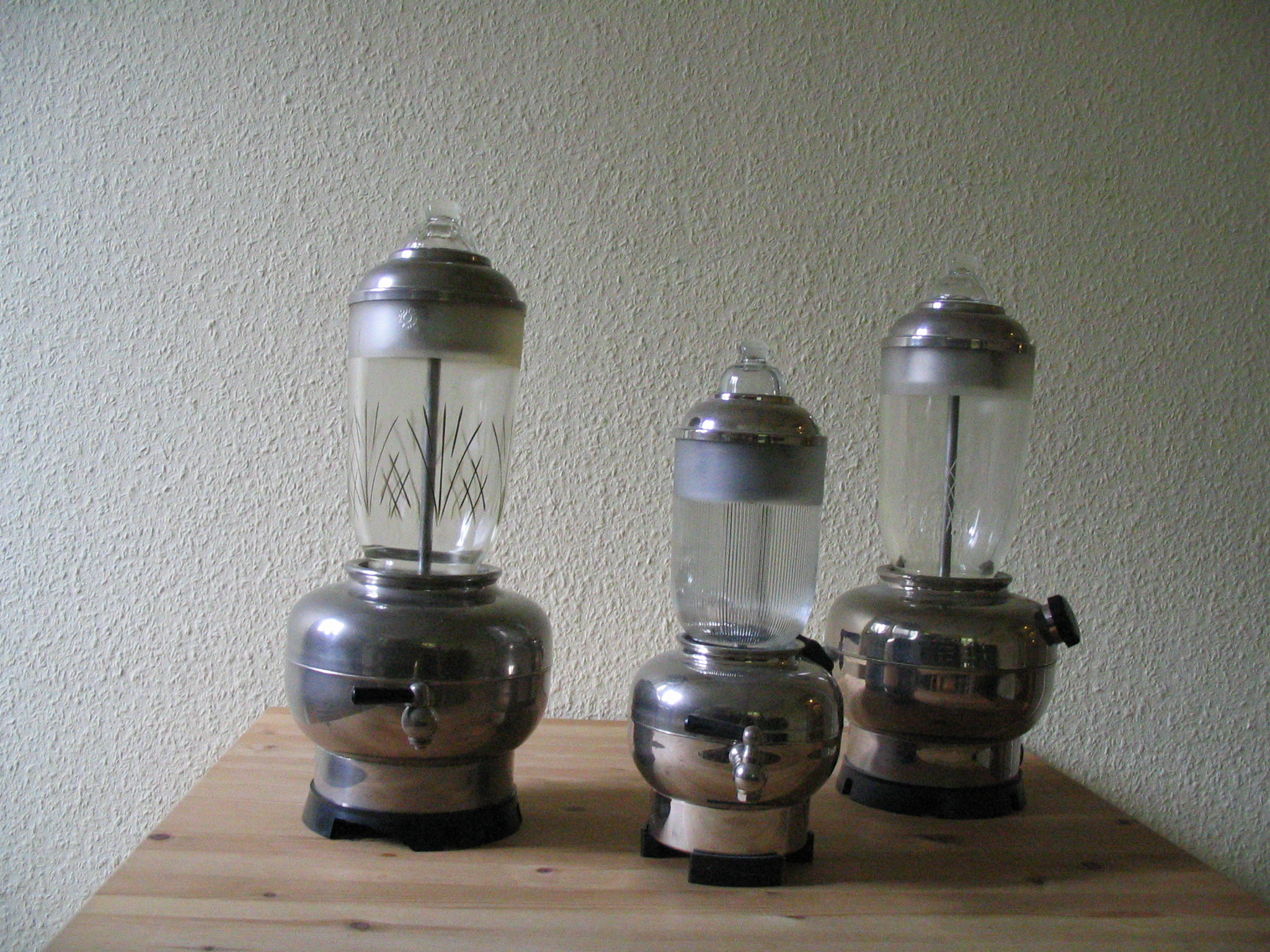
„Moccadur“-Pump-Perkolatoren von Otto Bengtson

Otto Bengtson wurde 1924 in Thüringen geboren. Er war der älteste Sohn aus der Ehe des Metalldrückermeisters Otto Bengtson († 1950) und dessen Ehefrau Elisabeth Bengtson, geborene Petzold. Der Vater besaß seit 1934 einen eigenen Handwerksbetrieb in Berlin-Lichtenberg. 1945 wurde der Betrieb und die Wohnung durch eine Luftmine zerstört und nach Kriegsende vom Vater, Otto Bengtson jun. und seinen beiden jüngeren Brüdern wieder aufgebaut. Nach dem krankheitsbedingten Tod des Vaters wurde der Betrieb von Otto Bengtson jun., zunächst noch zusammen mit seiner Mutter, fortgeführt.
Anfang der 1950er Jahre entwarf er die erste und vermutlich bekannteste Kaffeemaschine der DDR mit der Bezeichnung „Moccadur“. Auf der Leipziger Messe stellte er ab 1954 diese elektrische Kaffeemaschine vor und schloss Verträge für den innerdeutschen Handel und den Export ab. Hergestellt wurde die Maschine im angestammten Betrieb in der Lückstraße 29 in Berlin-Lichtenberg und später in der 1958 gegründeten PGH Elektromechanik Berlin-Kaulsdorf, die ab 1972 zum VEB Elektromechanik Kaulsdorf wurde und der größte Kaffeemaschinenhersteller in der DDR war.

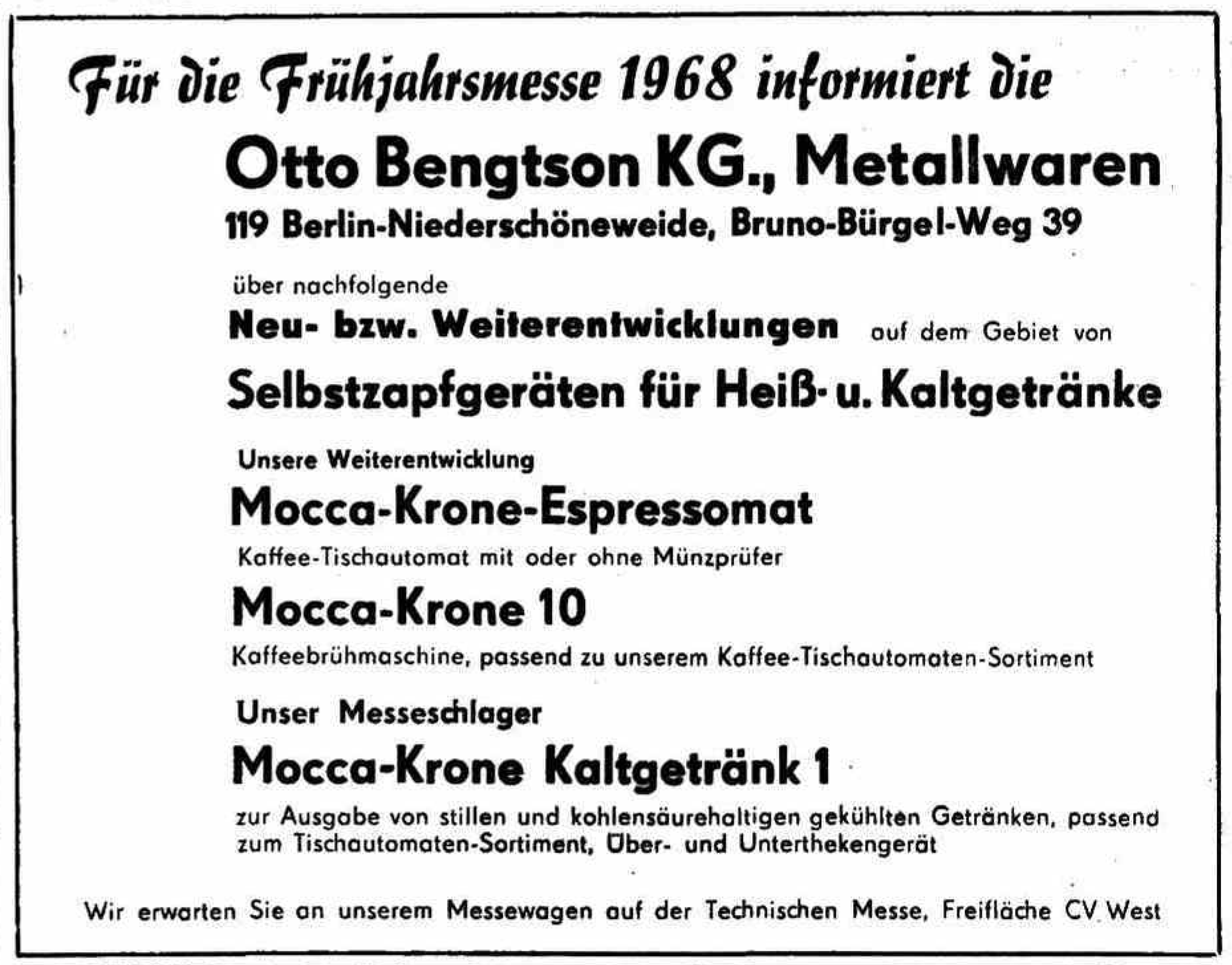
Varianten der „Mocca-Krone“ der Otto Bengtson KG (1968)

Bengtson lebte von 1958 bis 1968 in Berlin-Biesdorf. Auf der Leipziger Frühjahrsmesse 1960 stellte er eine vollautomatisch arbeitende Kaffee-Großbrühanlage für Gaststätten vor, die dann unter dem Namen „Mocca-Krone“ bekannt wurde. 1962 entwarf er den Aluminium-Kaffeekocher „Moccadolly“. 1963 ergänzte er die Produktpalette um einen selbst entwickelten Getränkeautomaten – sein Betrieb Otto Bengtson Metallwaren KG (OBM) in Berlin-Niederschöneweide war mittlerweile halbstaatlich geworden – und 1965 um einen Kaffeeautomaten zur Selbstbedienung, der pro Stunde 250 Tassen Kaffee produzieren konnte.
1969 erfand Otto Bengtson den Kaffeevollautomaten mit integrierter Mühle, der von OBM vermarktet wurde. Mitte der 1970er Jahre wurde das Gerät zum deutschen Exportschlager und war die Grundlage heutiger Entwicklungen.
Nachdem sein Betrieb nach dem Tod Walter Ulbrichts (1893–1973) verstaatlicht wurde, wanderte Otto Bengtson 1974 nach West-Berlin aus, da er nicht weiter als leitender Angestellter in der Entwicklungsabteilung seines ehemals eigenen Betriebes arbeiten wollte. Als Rentner besaß er eine Wohnung in Berlin-Moabit, in der er unter anderem an einer Lösung für die Herstellung eines flüssigen Kaffeeextraktes arbeitete. Bereits 1985 hatte er dafür ein Patent angemeldet. Vertreter der Kaffeeproduzenten von Melitta und Douwe-Egberts seien bereits bei ihm gewesen, hätten aber trotz positiver Bewertung der Qualität des Produktes kein Interesse an einer Lizenzierung gehabt. Regelmäßig war er beim Erfinderstammtisch im Café Blisse in Berlin-Wilmersdorf anzutreffen.